# Tyburn (rivière)
Pour les articles homonymes, voir Tyburn.
La Tyburn est une rivière à Londres qui vient du sud de Hampstead, traverse le parc de St James après être passée sous la cour et l’aile sud du palais de Buckingham et se jette dans la Tamise à Pimlico, près du pont de Vauxhall. 
Elle ne doit pas être confondue avec le ruisseau de Tyburn, qui est un affluent de la rivière Westbourne.

## Géographie
D'environ 7 kilomètres de longueurAvant qu'elle n'ait été couverte, la Tyburn réunissait deux cours d'eau descendant des collines de Hampstead. En arrivant dans ce qui est maintenant St James's Park, elle se sépare en trois branches, dont deux ont formé l'île de Thorney sur laquelle l'abbaye de Westminster a été construite. La Tyburn est aujourd'hui complètement couverte et coule par des conduits souterrains sur toute sa longueur. Marylebone Lane suit le cours de la Tyburn sur une partie de Marylebone Village.
La rivière est visible en au moins en un endroit : au sous-sol des Gray's Antiques dans Davies Street, où elle coule par un conduit ouvert dans lequel vivent des poissons rouges.

## Hydrologie
Son régime hydrologique est dit pluvial océanique.

## Aménagements et écologie
La rivière Tyburn a donné son nom au village de Tyburn, à l'origine un manoir de Marylebone, qui a été enregistré dans le Domesday Book et qui se trouvait approximativement à l’extrémité ouest de l'actuel Oxford Street. Il a aussi donné son nom aux voies précédant Oxford Street et Park Lane, qui étaient respectivement nommées Tyburn Road and Tyburn Lane.

## Pour approfondir